# Foulayronnes
Foulayronnes é uma comuna francesa na região administrativa da Nova Aquitânia, no departamento Lot-et-Garonne. Estende-se por uma área de 28,95 km². Em 2010 a comuna tinha 5 664 habitantes (densidade: 195,6 hab./km²).